# Lesja Ukrajinka
Lesja Ukrajinka (ukrajinsko Леся Українка; rojena Larisa Petrivna Kosač, ukrajinsko Лариса Петрівна Косач), ukrajinska pisateljica in aktivistka, * 25. februar [J.K. 13. februar] 1871, Novograd-Volinski, Ruski imperij,  †  1. avgust [J.K. 19. julij] 1913, Surami, Ruski imperij
Lesja Ukrajinka je bila ena najpomembnejših ukrajinskih pisateljic, najbolj znana pa je po svojih pesmih in igrah. Bila je tudi politična, civilna in feministična aktivistka.
Med njenimi najbolj znanimi deli so pesniške zbirke Na krilih pesmi (1893), Misli in sanje (1899), Odmevi (1902), epska pesem Starodavna pravljica (1893), Ena beseda (1903), igre Princesa (1913), Cassandra (1903—1907), V katakombah (1905) in Gozdna pesem (1911).

## Biografija
Lesja Ukrajinka se je rodila leta 1871 v mestu Novograd-Volinski v Ukrajini. Bila je drugi otrok ukrajinske pisateljice in založnice Olge Dragomanove-Kosač, bolj znane pod svojim literarnim psevdonimom Olena Pčilka. Lesjin oče je bil Petro Antonovič Kosač (iz plemiške rodbine Kosač), ki je bil predan napredku ukrajinske kulture in je finančno podpiral ukrajinsko založništvo. Lesja Ukrajinka je imela tri mlajše sestre Olgo, Oksano in Isidoro ter mlajšega brata Mikola.
Lesja je bila tako kot njen oče zelo načelna in oba sta zelo cenila dostojanstvo posameznika. Kljub številnim podobnostim sta se Lesja in njen oče razlikovala po tem, da je bil njen oče nadarjen za matematiko, ni pa imel daru za jezike; nasprotno, Lesja ni imela daru za matematiko, je pa znala angleško, nemško, francosko, italijansko, grško, latinsko, poljsko, rusko, bolgarsko in materno ukrajinščino.
Lesjina mati, pesnica, je pisala poezijo in kratke zgodbe za otroke v ukrajinščini. Aktivna je bila tudi v ženskem gibanju in izdajala feministični almanah. Lesjina mati je igrala pomembno vlogo pri njeni vzgoji. Ukrajinski jezik je bil edini jezik, ki se je uporabljal v gospodinjstvu, in da bi uveljavili to prakso, so otroke doma vzgajali ukrajinski učitelji, da bi se izognili šolam, ki so poučevale ruščino kot primarni jezik. Lesja se je naučila brati pri štirih letih, z bratom Mihajlom pa sta znala brati tuje jezike dovolj dobro, da sta lahko brala literaturo v izvirniku.
Ko je bila stara osem let, je Lesja napisala svojo prvo pesem "Upanje", ki je nastala kot reakcija na aretacijo in izgnanstvo njene tete Olene Kosač, ker je sodelovala v političnem gibanju proti carski avtokraciji. Leta 1879 se je vsa njena družina preselila v Luck.
Pri trinajstih letih se je njena prva objavljena pesem "Šmarnica" pojavila v reviji Zorja v Lvovu. Tu je prvič uporabila svoj psevdonim, ki ga je predlagala njena mati, ker so bile v Ruskem cesarstvu objave v ukrajinskem jeziku prepovedane. Lesja je prvo pesniško zbirko morala na skrivaj izdati v zahodni Ukrajini in jo pod njenim psevdonimom pritihotapila v Kijev. V tem času je bila Lesja na dobri poti, da postane pianistka, a zaradi tuberkuloze kosti ni obiskovala nobene zunanje izobraževalne ustanove. Pisanje naj bi bilo najpomembnejši del njenega življenja.:10
Lesjine pesmi in igre so povezane z njeno vero v svobodo in neodvisnost svoje države. Med letoma 1895 in 1897 je postala članica literarnega in umetniškega društva v Kijevu, ki je bilo leta 1905 prepovedano zaradi stikov z revolucionarnimi aktivisti. Leta 1888, ko je bila Lesja stara sedemnajst let, sta z bratom organizirala literarni krožek Plejada, ki sta ga ustanovila za spodbujanje razvoja ukrajinske književnosti in prevajanje tujih klasikov v ukrajinščino. Organizacija je temeljila na francoski pesniški šoli Plejada. Njihova srečanja so potekala v različnih domovih, pridružili pa so se jim tudi Mikola Lisenko, P. Kosač, Kostjantin Mihalčuk, Mihajlo Starickiy in drugi.  Eno izmed del, ki so jih prevedli, so bili Večeri na pristavi blizu Dikanke Nikolaja Gogolja.
Taras Ševčenko in Ivan Franko sta bila glavni navdih njene zgodnje poezije, ki je bila povezana s osamljenostjo, družbeno odtujenostjo in oboževanjem svobode ukrajinskega naroda. Njena prva pesniška zbirka Na krilah pisen' (Na krilih pesmi) je izšla leta 1893. Ker je Ruski imperij prepovedal ukrajinske publikacije, je ta knjiga izšla v Zahodni Ukrajini, ki je bila takrat del Avstro-Ogrske, in pretihotapljena v Kijev.
Zaradi Lesjine bolezni je morala potovati v kraje s suhim podnebjem, zato je dalj časa preživela v Nemčiji, Avstriji, Italiji, Bolgariji, na Krimu, na Kavkazu in v Egiptu. Rada je doživljala druge kulture, kar je bilo očitno v številnih njenih literarnih delih, kot je Starodavna zgodovina orientalskih ljudstev, ki je bila prvotno napisana za njene mlajše brate in sestre. Knjiga je izšla v Lvovu, pri njenem izidu pa je sodeloval Ivan Franko. Vključevala je njene zgodnje pesmi, kot so "Sedem strun", "Zvezdno nebo", "Solze-biseri", "Potovanje na morje", "Krimski spomini" in "V otroškem krogu".
Lesja je pisala tudi epske pesmi, prozne drame, prozo, več člankov o literarni kritiki in več družbenopolitičnih esejev. Najbolj znana je bila po svojih igrah Bojarinja (1914; Plemkinja), psihološka tragedija, osredotočena na ukrajinsko družino v 17. stoletju, ki se nanaša neposredno na ukrajinsko zgodovino, in Lisova pisnja (1912; Gozdna pesem), kjer  so med karakterji tudi mitološka bitja iz ukrajinske folklore.
Leta 1897 je Lesja med zdravljenjem na Jalti spoznala Sergija Meržinskega, uradnika iz Minska, ki se je prav tako zdravil zaradi tuberkuloze. Zaljubila sta se in njena čustva do Meržinskega so bila odgovorna za to, da je pokazala drugačno plat sebe. Meržinski je umrl 3. marca 1901. Celotno dramsko pesem "Oderžima" ("Obsedena") je napisala v eni noči ob njegovi smrtni postelji.
Lesja Ukrajinka je aktivno nasprotovala ruskemu carizmu in je bila članica ukrajinskih marksističnih organizacij. Leta 1902 je prevedla Komunistični manifest v ukrajinščino. Leta 1907 jo je za kratek čas aretirala carska policija in je nato ostala pod nadzorom.
Leta 1907 se je Lesja Ukrajinka poročila s sodnim uradnikom Klimentom Kvitko, ki je bil ljubiteljski etnograf in muzikolog. Najprej sta se ustalila na Krimu, nato pa preselila v Gruzijo.
Ukrajinka je umrla 1. avgusta 1913 v zdravilišču v Suramiju v Gruziji.

## Zapuščina
- Ukrajinski kovanec z upodobitvijo Lesje Ukrajinke
- Sovjetska znamka za štiri kopejke v spomin na 100. obletnico rojstva Lesje Ukrajinke
- Portret na sprednji strani bankovca za 200 ₴ cca leta 2007
- Mesto pokopa in spomenik Lesje Ukrajinke na pokopališču Baikove v Kijevu
- Kip Lesje Ukrajinke, Univerza v Saskatchewanu
- Kip Lesje Ukrajinke, ki ga je izdelal Mikailo Čerešniovski, je bil postavljen leta 1975 v High Parku v Torontu v Kanadi. Vgraviran je citat "Kdor se osvobodi sam, bo svoboden. Kogar ga osvobodijo drugi, bo ostal ujetnik".

V Ukrajini in mnogih drugih nekdanjih sovjetskih republikah je veliko spomenikov posvečenih Lesji Ukrajinki. Zlasti v Kijevu, glavni spomenik na bulvarju, ki nosi njeno ime, in manjši spomenik v Marijinskem parku. Doprsni kip je tudi v Azerbajdžanu. Eno glavnih kijevskih gledališč, Narodno akademsko gledališče ruske drame, se pogovorno imenuje preprosto Gledališče Lesja Ukrajinka.
Na pobudo lokalnih ukrajinskih diaspor je v Kanadi in Združenih državah Amerike več spominskih društev in spomenikov posvečenih njej, predvsem spomenik v kampusu Univerze Saskatchewan v Saskatoonu v Saskatchewanu. V Sojuzivki v državi New York prav tako stoji doprsni kip Ukrajinke.
Vsako poletje od leta 1975 se Ukrajinci v Torontu zberejo pri spomeniku Lesje Ukrajinke v High Parku z namenom proslavitve njenega življenja in dela.
28. maja 2007 je Narodna banka Ukrajine izdala bankovec za 200 grivn z upodobitvijo Lesje Ukrajinke.